# Kloster Onze Lieve Vrouw Kamer
Das Kloster Onze Lieve Vrouw Kamer (Camera Beatae Mariae Virginis) war ein Zisterzienserinnenkloster bei Aagtekerke in der heutigen niederländischen Provinz Zeeland.

## Geschichte
Das Nonnenkloster, das auch unter den Namen Maria’s Kamer oder Vrouwekamer bekannt ist, wurde 1223 in Emelisse auf Noord-Beveland auf von der Zisterzienserabtei Ter Doest erworbenem Land gegründet und 1236 auf Wunsch des Mutterklosters Ter Doest in den Zisterzienserorden aufgenommen. Es gehörte damit der Filiation der Primarabtei Clairvaux an. 1274 beauftragte das Generalkapitel des Zisterzienserordens die Äbte von Ter Doest und Ten Duinen mit einer Inspektion des Klosters. Zwischen 1291 und 1302 wurde das Kloster auf die Insel Walcheren nach Waterlooswerve bei Aagtekerke (südlich Domburg) verlegt. Vermutlich haben die Zerstörungen durch die Sturmfluten von 1268 und 1288 auf Noord-Beveland zu dieser Verlegung Anlass gegeben. Das Kloster ist zwischen 1572 und 1574 durch spanische Truppen im Zuge des Achtzigjährigen Krieges verwüstet worden.
An den Standort des Klosters erinnert heute südlich von Aagtekerke der Kloosterweg. In Kamperland (Noord-Beveland) hält die 1998 eröffnete Brauerei Emelisse die Erinnerung an das Kloster lebendig.